# Commission historique de Francfort
La Commission historique de Francfort est une commission historique visant à promouvoir la recherche systématique sur l'histoire de Francfort-sur-le-Main par le biais d'éditions de sources et de la publication de comptes rendus universitaires.
Le 8 mai 1906, la députation extraordinaire est créée par une décision du magistrat et se compose initialement du président, le conseiller municipal Julius Ziehen (de), du directeur des archives Rudolf Jung (de) et du professeur d'académie Georg Küntzel (de). Le premier projet est la publication de l'histoire de la ville libre de Francfort, écrite par le professeur de lycée de Francfort, Richard Schwemer (de). L'ouvrage est publié en trois volumes en 1910, 1912 et 1915/1918.
Après la Seconde Guerre mondiale, le magistrat de Francfort renouvelle le 26 avril 1948 la commission. À cette époque, ses membres comprennent les conseillers municipaux Reinert et Seliger (de) et les historiens Paul Kirn (de), Fried Lübbecke (de) et Julius Schwietering (de).
La commission travaille de manière indépendante, mais en lien étroit avec l'Association des commissions historiques du Land de Hesse. Depuis 1984, la commission décerne chaque année un prix d'étude offert par Johann Philipp von Bethmann (de). Le prix est doté de 4 000 euros et est décerné à de jeunes scientifiques pour des projets exceptionnels de recherche sur l'histoire de la ville de Francfort.

## Éditions
La Commission historique de Francfort publie deux séries de publications : Les Studien zur Frankfurter Geschichte, dont 67 volumes sont publiés à ce jour, et les Veröffentlichungen der Frankfurter Historischen Kommission, actuellement 25 volumes, dont la Biographie de Francfort en deux volumes.
La série Geschichte Frankfurts vom Frühmittelalter bis zur Gegenwart couvre la période du Moyen Âge à nos jours en six volumes. Deux volumes sont publiés à ce jour, quatre autres sur le Moyen Âge, le début de la période moderne, l'époque de l'Empire wilhelmien et le développement de la ville dans la République de Weimar et l'époque du national-socialisme sont en préparation.
- Tome 3 : Ralf Roth (de) : L'émergence d'une société civile moderne. Histoire de la ville de Francfort-sur-le-Main 1789-1866. Édité par la Commission historique de Francfort (= Publications de la Commission historique de Francfort. Tome 25). Thorbecke, Ostfildern 2013  (ISBN 978-3-7995-0762-2).
- Tome 6 : Frolinde Balser : Des ruines à un centre européen : Histoire de la ville de Francfort-sur-le-Main 1945-1989. Édité par la Commission historique de Francfort (= Publications de la Commission historique de Francfort. Tome 20). Thorbecke, Sigmaringen 1995  (ISBN 3-7995-1210-1).